# Elecciones federales de Australia de 1919
La elección federal de Australia de 1919 fue llevada a cabo el 13 de diciembre de 1919, para elegir a miembros de la Cámara de Representantes y 19 de los 36 miembros del Senado de Australia. Estas fueron las primeras elecciones desde la aprobación de una nueva ley electoral en 1918, que introdujo el voto preferencial para la elección en ambas cámaras. La Cámara de Representantes se eligió mediante la segunda vuelta instantánea, mientras que el Senado fue elegido mediante el voto preferente por bloque.
En estas elecciones, el Primer Ministro Billy Hughes capitalizó el agrado de los ciudadanos tras su regreso de la Conferencia de Paz celebrada en París en 1919 celebrada tras el final de la Primera Guerra Mundial. También favoreció el regreso de los combatientes en la contienda, que usaron como propaganda durante la campaña electoral. Por el contrario, los laboristas seguían afectados por la escisión sufrida en 1916 y su líder Frank Tudor, que se presentaba por segunda vez a las elecciones, volvió a cosechar otra derrota, aunque pudo recortar distancias con los Nacionalistas. Estas fueron las primeras elecciones a las que se presentó el Partido del País, antecesor del actual Partido Nacional de Australia y que en 1923 se coaliaría con el Partido de la Australia Unida (antecesor del Partido Liberal de Australia para formar la Coalición liberal-nacional. 
El Partido Nacionalista de Australia perdió la mayoría absoluta que obtuvo en 1917, aunque mantuvo el gobierno gracias a un acuerdo de coalición con el Partido del País. Aunque los laboristas mejoraron levemente sus resultados respecto a las pasadas elecciones, se quedaron lejos del resultado del Partido Nacionalista.